# Rochefort (Bélgica)
Rochefort  (en valón: Rotchfoirt) es un municipio de la región de Valonia, en la provincia de Namur, Bélgica. A 1 de enero de 2019 tenía una población estimada de 12 611 habitantes.

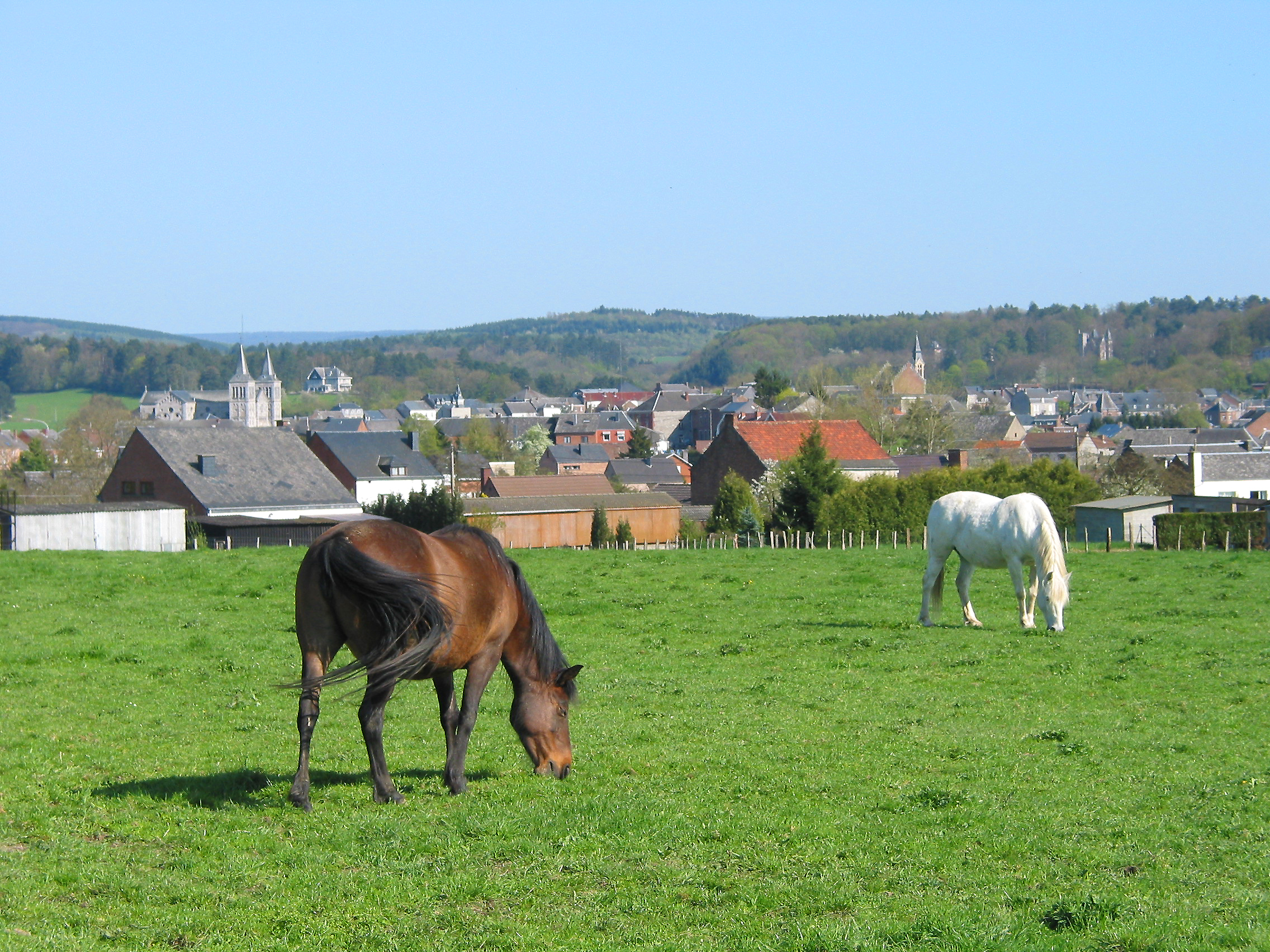
Rochefort, vista general.

## Geografía
Se encuentra ubicada al sureste del país a 40 km de Namur y a 105 km de Bruselas, en la zona de Famenne y esta bañada por los ríos Lomme, y Lesse un afluente del río Mosa.
- Altitud: 223 metros.
- Latitud: 50º 10' N
- Longitud: 005º 13' E

- Superficie: 165,27 km²
- Densidad poblacional: 76,3 habitantes por km²

### Otras aldeas del municipio
Ave-et-Auffe, Belvaux, Buissonville, Eprave, Han-sur-Lesse, Jemelle, Lavaux-Sainte-Anne, Lessive, Mont-Gauthier, Villers-sur-Lesse y Wavreille.
Laloux, Jamblinne.

## Demografía

### Evolución
Todos los datos históricos relativos al actual municipio, el siguiente gráfico refleja su evolución demográfica, incluyendo municipios después de efectuada la fusión el 1 de enero de 1977.

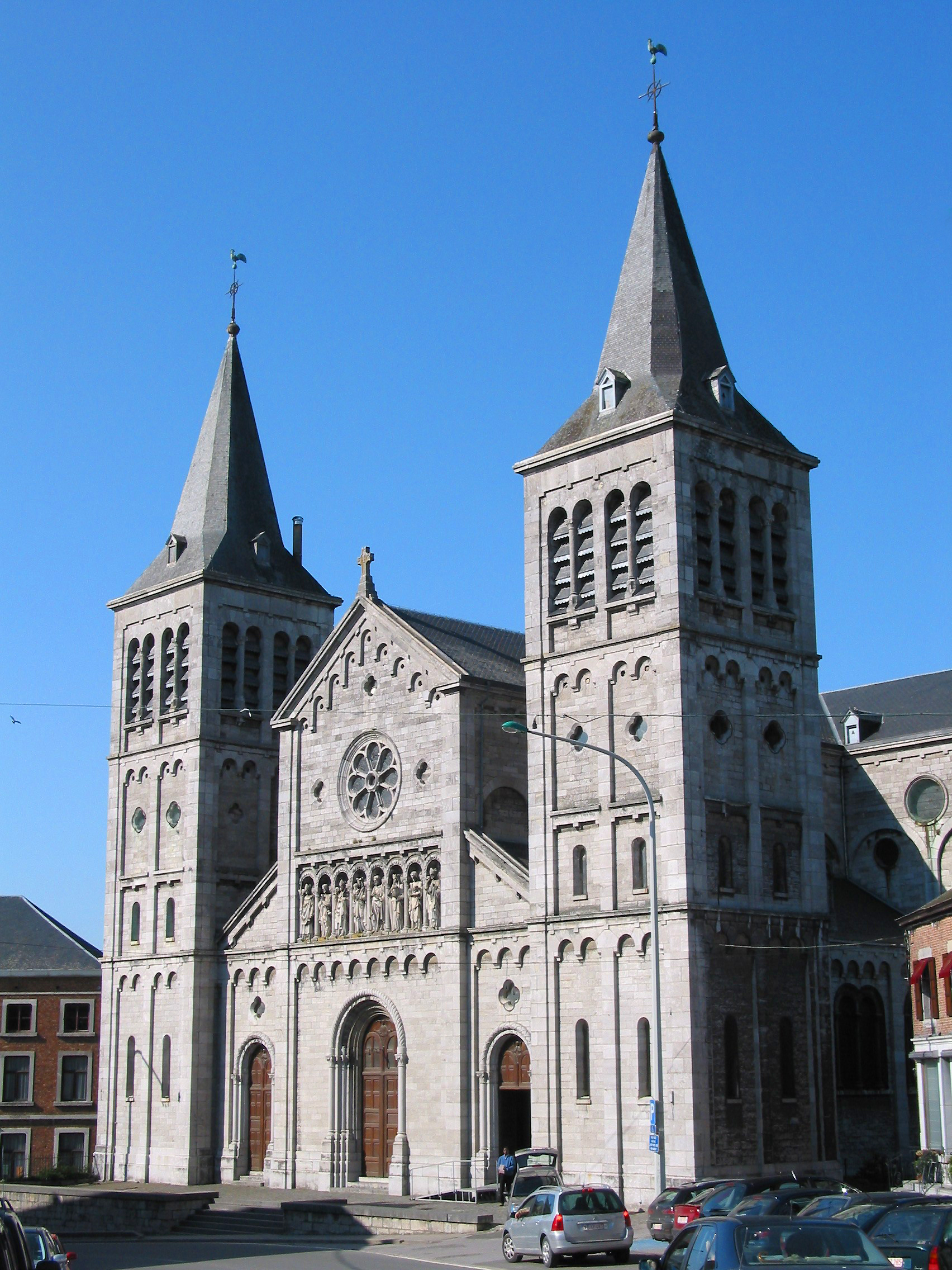
Rochefort, la Iglesia.

| Gráfica de evolución demográfica de Rochefort entre 1846 y 2020 |
|                                                                 |

## Especialidades
- Cerveza Rochefort: cerveza trapense de la abadía de Rochefort.
- Platos típicos.
- los besos de Rochefort.

## Atracciones turísticas y museos del municipio de Rochefort
- Las ruinas del Castillo de los Condes
- La gruta de Lorette
- El Parque de las Rocas
- La propiedad de las grutas de Han
- El museo de la vica campesina y de los oficios olvidados.
- La villa galo-romana de Malagne
- Municipio conocido por su festival internacional de la risa desde 1980.

## Personalidades vinculadas al Municipio
- Justine Henin-Hardenne, jugadora de tenis, nacida en Lieja. Pasó su infancia en el municipio.